# Ли Дон Хви
Ли Дон Хви (кор. 이동휘, кит. 李東煇, 20 июня 1873, Хамгёндо — 31 января 1935, Владивосток, СССР) — корейский политик-социалист, первый премьер-министр Временного правительства Кореи, организатор корейского отделения МОПР.

## Биография
Родился 20 июня 1873 года в уезде Танчхон провинции Хамгёндо. При рождении получил имя Тоннип, что означает «независимость, самостоятельность». Обучился грамоте у своего отца Ли Сын Ге, владевшего письмом как ханмуном, так и хангылем. В возрасте 18 лет женился на Кан Ден Хе.
В 1895 поступил в Сеульскую сухопутную военную школу. После окончания её с отличием назначен командиром взвода императорской гвардии. В это время Ли Тоннип получает своё новое имя — Ли Дон Хви («дон» — восток, «хви» — блистать). Уже в 1900 Ли был назначен начальником охраны резиденции императора, а в 1901 получил звание майора сухопутной армии и был назначен чрезвычайным инспектором трех южных провинций. Заслужив положительные характеристики на занимаемых постах, был назначен командиром пограничного отряда на острове Канхвадо, на котором располагалась резиденция императора на случай войны.
После установления над Кореей японского протектората и роспуска корейской армии встал на путь борьбы за независимость. В начале 1905 года организовал на острове Канхвадо школу «Почхан Хакке», где начал широкую просветительскую деятельность, участвовал в организацию в различных городах Кореи отделений «Новых народных обществ», выступавших за вооружённую борьбу против японцев, создал политическую организацию «Тэхан Чаганхве».
За короткое время Ли Дон Хви стал одним из наиболее известных деятелей движения за независимость Кореи, за что подвергся преследованию со стороны японских властей и корейского генерал-губернаторства. В начале июля 1907 задержан по обвинению в организации и руководстве тайной миссии за рубежом, подвергся тюремному заключению на четыре месяца. В июле 1910, перед объявлением аннексии Кореи Японией, следует ещё один арест. В 1911 задержан японской полицией и сослан на остров Мундо в Жёлтом море.
В 1913 году эмигрировал в Приморскую область России, где в 1914 совместно с Ли Сан Солем и другими корейскими эмигрантами создали во Владивостоке «Тэхан кванбоккун чонбу» («Военное правительство возрождения Кореи»), которое планировало создание армии независимости и развёртывание вооружённой борьбы. Вскоре Ли Дон Хви был вынужден уехать, так как российские власти запрещали проживание на территории страны политэмигрантов из Кореи. После Февральской революции 1917 года снова вернулся в российское Приморье, но там его объявили «германским шпионом» и заключили сначала во Владивостокскую, а затем — в Алексеевскую крепость. На свободу вышел только после Октябрьской Революции.
В начале 1918 года вместе с Александрой Ким-Станкевич организовал в Хабаровске корейскую социалистическую партию.
В апреле 1918 года создал и возглавил «Союз корейских социалистов» (Ханин сахве тонмён), который 8 мая 1919 был переименован в «Корейскую социалистическую партию» (Ханин сахведан), которая приняла решение о присоединении к Коминтерну. В апреле 1921 партия была переименована в «Коммунистическую партию» (Корёконсандан).
В 1919 году был избран в Корейский национальный совет в качестве заведующего пропагандистским отделом, однако не успел вступить в эту должность, так как спешно выехал в Шанхай, где его назначили премьер-министром Временного корейского правительства (Тэханмингук имси чонбу, создано 9 ноября 1919). Выступив в Шанхае перед корейскими эмигрантами, он призвал их усилить освободительное движение против японского империализма, предложив считать сформированное правительство Революционным исполнительным комитетом, а также выдвинул некоторые предложения по символике независимого корейского государства. В период пребывания в качестве главы правительства (ноябрь 1919 — январь 1921) установил хорошие отношения отношения с Советской Россией и Коминтерном. Возглавил радикальную линию, направленную на организацию вооружённого сопротивления японцам. Хотя 5 января 1921 на заседании кабинета министров Ли Дон Хви и получил одобрение своего курса, но вскоре был вынужден уйти с поста премьер-министра (его предложение упразднить за неэффективностью пост президента, который занимал Ли Сын Ман) и сосредоточиться на создании Коммунистической партии Кореи.
В 1921 году посещает вождя китайской революции Сунь Ятсена, а в начале 1922 года прибывает в Москву, где встречается с В. И. Лениным. С начала 1923 года работает членом корейского, затем организационного бюро при Коминтерне.
В 1928 году после решения VI-го Конгресса Коминтерна о приостановке членства корейской коммунистической партии, в течение пяти лет работает в Дальневосточном краевом комитете Международной организации помощи революционерам.
Умер 31 января 1935 года. Был похоронен на кладбище «Первая речка» во Владивостоке (до настоящего времени не сохранилось).

## Память
Ли Дон Хви — одна из немногих фигур современной истории, уважаемых как в Южной, так и в Северной Корее.
Правительство Республики Корея в 1995 г. посмертно наградила Ли Дон Хви высшим президентским «Орденом независимости за заслуги в создании государства».

В 2004 году в Музее независимости в Сеуле был открыт памятник изречения Ли Дон Хви. На его лицевой стороне высечен следующий текст: 
твердо убежден в том, что нам самим, в том числе и мне, своими силами придется завоевать свободу, если даже ради этой великой цели потребуется пролить кровь до последней капли. Это единственный верный способ, только таким путём завоеванная независимость станет полноценной, которой будущие поколения могут гордиться тысячелетиями. Только такая свобода и независимость принесут нашему народу настоящее счастье.
В 2020 памятник Ли Дон Хви открыт во Владивостоке Памятник Ли Дон Хви (Q130245123).